# Tisza István (katona)
Borosjenői és szegedi gróf ifj. Tisza István (Geszt, 1886. augusztus 28. – Geszt, 1918. november 5.) császári és királyi huszárfőhadnagy, a főrendiház örökös tagja. Tisza István miniszterelnök fia.

## Életpályája
A jómódú és előkelő nemesi borosjenői Tisza családnak a sarja. Apja gróf borosjenői és szegedi Tisza István (1861–1918), Magyarország miniszterelnöke, földbirtokos, anyja borosjenői Tisza Ilona (1855–1925). Az apai nagyszülei borosjenői Tisza Kálmán (1830–1902), politikus, korábbi miniszterelnök, földbirtokos és miniszter és grófnő Degenfeld-Schomburg Ilona (1839–1913) voltak. Az anyai nagyszülei borosjenői Tisza László (1829–1902) politikus, nagybirtokos, országgyűlési képviselő, és Holles Otília (1831–1904) voltak. Ifjabb Tisza István grófnak az apja, Tisza István 1897. február 16-án magyar grófi címet szerzett adományban I. Ferenc József magyar királytól. Ifjabb Tisza István grófnak az egyetlen testvére, Juliska 1894-ben, hatéves korában diftériában elhunyt, és ő maga is alig élte túl a betegséget. Az ifjabb Tisza István „szemmel láthatólag nem örökölte apja koraérettségét, célratörő természetét és tehetségét”.
1903-ban érettségizett, ezt követően a Budapesti Tudományegyetem jogi fakultását végezte, ahol jogi alapvizsgáját 1905-ben kitüntetéssel tette le. 1905 márciusában az Egyetemek Kórház-Egyesülete tisztújító közgyűlésén az egyesület háznagyává választotta. 1908-ban a Cambridge-i Egyetem hallgatója volt, eközben gazdasági gyakornokként, a westminsteri herceg egyik birtokán dolgozott.
1910-ben Bihar vármegye törvényhatósági tagjává választották. 1916-ban a Bihar megyei lótenyésztési bizottság elnöke volt.
1909-ben huszárönkéntesként szolgált Aradon. 1911-ben tartalékos huszárzászlósként a Vilmos huszárezred tagja volt Nagyváradon. 1914-ben zászlósként vonult be, hogy részt vegyen az első világháború harcaiban. 1915-ben huszárhadnagy, 1916-ban főhadnagy volt. 1916-ban II. Vilmos német császár a Vaskereszt II. osztályát adományozta neki.
Fiatalon, az 1918-as spanyolnátha járványban halt meg a család geszti kastélyában. Egy héten belül halt meg apa és fia. Apja halála idején már nem volt öntudatánál. Sírja a Tisza családi kriptában van Geszten.

### Házasságai és leszármazottjai
1911. január 11-én házasságot kötött gróf keresztszegi és adorjai Csáky Ilona magdolna (1885. október 5.–1965. július 2.) kisasszonnyal, Csáky Kálmán volt honvédezredes lányával. A házasság még abban az évben válással végződött.
1913. június 30-án Mezőkapuson kötött házasságot csíkszentmihályi Sándor Jolán (*Torda, 1893. június 5.–Budapest, 1969. január 4.) kisasszonnyal, akinek a szülei csíkszentmihályi Sándor Kálmán (1854–1910), királyi ítélői táblai biró, újságíró, lapszerkesztő, földbirtokos, valamint gyulafehérvári és tindárosi Dindár Ilona (1860–1936) voltak. Az esküvőt Mezőkapuson, a menyasszony nagybátyjának, Sándor János belügyminiszternek ősi házában tartották meg, a legszűkebb családi körben. Házasságukból két fiú és egy lány született:
- Tisza Kálmán Lajos, takarékpénztári felügyelő (1914–1974); neje: Grete L. Tisza (Brettner Gréta) (1915–2016) grófnő[27]
- Tisza Jolán (1916–1998); férje: Patay József (1908–2007)
- Tisza József, joghallgató (1918–1938). 1938. július 12-én a Békésről Körösladány felé vezető úton halálos autóbalesetet szenvedett.[28]